# Mona Francis
Mona Francis née le 26 décembre 1990 à Montpellier est une triathlète handisport française. Elle remporte plusieurs titres internationaux en paratriathlon dans la catégorie PTWC, dont une médaille d’or aux championnats d’Europe 2022, à Olsztyn en Pologne.

## Biographie
Né d'un père libanais et d'une mère français, elle vit durant 16 ans au Liban. Victime d'un accident de moto en 2011, Mona Francis est amputée de la jambe droite.  Dans un premier temps, elle commence par la natation handisport puis elle découvre le paracyclisme en 2014 et participe aux jeux paralympiques avec le Liban. Deux ans plus tard, elle revient en France et essaye le fauteuil d’athlétisme. Par la suite, elle intègre l’équipe de France en 2018 et commence à concourir en paratriathlon en catégorie PTWC (Paratriathlon Wheel Chair),. 
Licenciée au club de triathlon de Saint-Herblain, elle se qualifie et participe pour la première fois aux Jeux paralympiques lors des Jeux Olympiques de Tokyo en 2020. Elle termine 6ème au classement mais avec des résultats encourageants notamment en natation pour les Jeux Olympiques de Paris en 2024.  
Elle est l'une des quatre capitaines des relais de la flamme olympique des Jeux de Paris 2024 avec Laure Manaudou, Florent Manaudou et Dimitri Pavadé.

## Palmarès en paratriathlon
Le tableau présente les résultats les plus significatifs (podium) obtenus sur le circuit international de paratriathlon depuis 2017.
| Année | Compétition                                      | Pays        | Position           | Temps           |
| ----- | ------------------------------------------------ | ----------- | ------------------ | --------------- |
| 2023  | Coupe du monde de paratriathlon PTWC : Besançon  | France      | Médaille d'or      | 1 h 25 min 11 s |
| 2023  | Championnats d'Europe de paratriathlon PTWC      | Espagne     | Médaille de bronze | 1 h 21 min 53 s |
| 2022  | Coupe du monde de paratriathlon PTWC : Alhandra  | Portugal    | Médaille d'argent  | 1 h 33 min 33 s |
| 2022  | Coupe du monde de paratriathlon PTWC : Besançon  | France      | Médaille d'or      | 1 h 25 min 16 s |
| 2022  | Championnats d'Europe de paratriathlon PTWC      | Pologne     | Médaille d'or      | 56 min 57 s     |
| 2021  | Championnats d'Europe de paratriathlon PTWC      | Espagne     | Médaille d'argent  | 1 h 15 min 17 s |
| 2021  | Coupe du monde de paratriathlon PTWC : Besançon  | France      | Médaille d'argent  | 1 h 26 min 6 s  |
| 2021  | Championnats de France PTWC                      | France      | Médaille d'or      | 1 h 28 min 34 s |
| 2021  | Séries mondiales de triathlon Leeds PTWC         | Royaume-Uni | Médaille de bronze | 1 h 30 min 20 s |
| 2020  | Coupe du monde de paratriathlon PTWC : Alhandra  | Portugal    | Médaille de bronze | 1 h 9 min 19 s  |
| 2019  | Coupe du monde de paratriathlon PTWC : Besançon  | France      | Médaille de bronze | 1 h 22 min 4 s  |
| 2018  | Coupe du monde de paratriathlon PTWC : Lauzanne  | Suisse      | Médaille d'or      | 1 h 43 min 5 s  |
| 2018  | Championnats d'Europe de paratriathlon           | Roumanie    | Médaille de bronze | 1 h 28 min 48 s |
| 2018  | Coupe du monde de paratriathlon PTWC : Besançon  | France      | Médaille d'argent  | 1 h 28 min 6 s  |
| 2018  | Coupe du monde de paratriathlon PTWC : Aguilas   | Espagne     | Médaille d'argent  | 1 h 27 min 58 s |
| 2017  | Séries mondiales de triathlon Rotterdam          | Pays-Bas    | Médaille d'argent  | 1 h 28 min 34 s |
| 2017  | Championnats de France PTWC                      | France      | Médaille d'or      | 1 h 28 min 34 s |
| 2017  | Coupe du monde de paratriathlon PTWC : Iseo      | Italie      | Médaille d'argent  | 1 h 40 min 12 s |
| 2017  | Coupe du monde de paratriathlon PTWC : Altafulla | Espagne     | Médaille de bronze | 1 h 33 min 42 s |
| 2017  | Coupe du monde de paratriathlon PTWC : Besançon  | France      | Médaille d'or      | 1 h 48 min 33 s |